# سرافینو د تیولی
سرافینو د تیوُلی (ایتالیایی: Serafino De Tivoli; ۱ ژانویهٔ ۱۸۲۶ – ۱ ژانویهٔ ۱۸۹۲) نقاش گروه ماکیایولی اهل پادشاهی ایتالیا بود.

## زندگی
تیوُلی در لیورنو به دنیا آمد پس از تحصیل در یک مدرسهٔ مذهبی خصوصی در فلورانس به دنبال یادگیری نقاشی زیر نظر کارلو مارکو رفت. در اواسط دههٔ ۱۸۴۰ تیولی با ویتو دانکُنا آشنا شد و به گروه او در نقاشی فضای باز پیوست.
در ۱۸۴۸ به صورت داوطلب توسکانی برای جوزپه گاریبالدی در جریان وحدت ایتالیا جنگید. در ۱۸۵۵ نقاشی‌های او توجه هنرمندانی که در کافه میکلانجیولو در فلورانس رفت‌وآمد می‌کردند (و همچنین آن دسته از هنرمندانی که بعدها به ماکیایولی مشهور شدند]] را جلب کرد. تیولی همان سال به پاریس سفر کرد و به شدت تحت تأثیر مکتب باربیزون قرار گرفت و احساس کرد که سایه‌روشن‌های آنها می‌تواند باعث بازتولد هنر معاصر شود. او بی درنگ پس از بازگشتش به فلورانس این تأثیر را به دوستانش هم منتقل کرد و بر دیگران نیز تأثیر گذاشت از این رو تلماکو سینیورینی او را پدر ماکیا نامید.
تیولی بازدیدهای بیشتری از پاریس کرد و در ۱۸۶۳ نمایشگاهی از آثارش در تالار ردشدگان ترتیب داد. او در ۱۸۷۳ به پاریس نقل مکان کرد و با هنرمندانی همچون جیمز تیسو و کامی پیسارو آشنا شد و با ادگار دگا دوست شد. تیولی در ۱۸۹۰ به فلورانس بازگشت و تا هنگام مرگش در ۱۸۹۲ تقریباً با کسی ارتباط برقرار نکرد و تنها ماند.